# Guzmania atrocastanea
Guzmania atrocastanea är en gräsväxtart som beskrevs av Hans Edmund Luther. Guzmania atrocastanea ingår i släktet Guzmania och familjen Bromeliaceae. Inga underarter finns listade i Catalogue of Life.